# Eco Valencia (traghetto)
L'Eco Valencia è una nave traghetto Ro-Ro appartenente alla società italiana Gruppo Grimaldi.

## Servizio
Varato il 21 agosto 2019 nel cantiere navale Nanjing Jinglin Shipyard di Nanjing per il Gruppo Grimaldi alla quale viene consegnato 16 ottobre 2020, giunge nel porto di Livorno il 16 novembre successivo e viene immesso nei collegamenti tra Livorno, Savona, Barcellona e Valencia.

## Navi gemelle
- Eco Barcellona
- Eco Livorno
- Eco Savona
- Eco Adriatica
- Eco Catania
- Eco Malta
- Eco Mediterranea
- Eco Italia
- Eco Salerno
- Eco Napoli